# Velodi Miminosvili
Velodi Miminosvili (grúz írással: ველოდი მიმინოშვილი; oroszul: Велоди (Владимир) Карпезович Миминошвили) (Tbiliszi, 1942. február 13. – 2023. október 27.)  grúz nemzetközi labdarúgó-játékvezető.

## Pályafutása

### Nemzeti játékvezetés
1980-ban lett az I. Liga játékvezetője. Az aktív nemzeti játékvezetéstől 1990-ben vonult vissza.

### Nemzeti kupamérkőzések
Vezetett Kupa-döntők száma: 1.

#### Szovjet Kupa
| Időpont          | Helyszín                   | Mérkőzés típusa | Mérkőzés                                      | Eredmény | Nézők száma |
| ---------------- | -------------------------- | --------------- | --------------------------------------------- | -------- | ----------- |
| 1988. június 30. | Lokomotiv Stadion, Moszkva | döntő           | FK Lokomotyiv Moszkva – FK Csornomorec Odesza | 2 : 0    | 4 000       |

### Nemzetközi játékvezetés
Az Szovjet labdarúgó-szövetség Játékvezető Bizottsága (JB) terjesztette fel nemzetközi játékvezetőnek, a Nemzetközi Labdarúgó-szövetség (FIFA) 1982-től tartotta nyilván bírói keretében. Több nemzetek közötti válogatott és klubmérkőzést vezetett, vagy működő társának partbíróként segített. Az szovjet nemzetközi játékvezetők rangsorában, a világbajnokság-Európa-bajnokság sorrendjében többedmagával a 14. helyet foglalja el 3 találkozó szolgálatával. Az aktív nemzetközi játékvezetéstől 1990-ben a búcsúzott. Válogatott mérkőzéseinek száma: 6.

#### Világbajnokság
A világbajnoki döntőhöz vezető úton Mexikóba a XIII., az 1986-os labdarúgó-világbajnokságra a FIFA JB bíróként alkalmazta.
| Időpont              | Helyszín                 | Mérkőzés típusa           | Mérkőzés               | Eredmény | Nézők száma |
| -------------------- | ------------------------ | ------------------------- | ---------------------- | -------- | ----------- |
| 1984. október 31.    | Atatürk Stadion, Antalya | előselejtező (3. csoport) | Törökország–Finnország | 1 : 2    | 7 062       |
| 1985. szeptember 28. | JNA Stadion, Belgrád     | előselejtező (4. csoport) | Jugoszlávia–NDK        | 1 : 2    | 35 000      |

#### Európa-bajnokság
Az európai-labdarúgó torna döntőjéhez vezető úton Német Szövetségi Köztársaságba a VIII., az 1988-as labdarúgó-Európa-bajnokságra az UEFA JB játékvezetőként foglalkoztatta.
| Időpont            | Helyszín                      | Mérkőzés típusa           | Mérkőzés                 | Eredmény | Nézők száma |
| ------------------ | ----------------------------- | ------------------------- | ------------------------ | -------- | ----------- |
| 1986. november 12. | Spyridon Louis Stadion, Athén | előselejtező (5. csoport) | Görögország–Magyarország | 2 : 1    | 15 000      |

#### Nemzetközi kupamérkőzések

##### UEFA-kupa
Az 1985–1986-os UEFA-kupa évadban a Videoton FC -nek vezetett találkozót.
| Időpont          | Helyszín                | Mérkőzés típusa           | Mérkőzés             | Eredmény |
| ---------------- | ----------------------- | ------------------------- | -------------------- | -------- |
| 1985. október 2. | Swedbank Stadion, Malmö | előselejtező (1. forduló) | Malmö FF–Videoton FC | 3 – 2    |

##### Bajnokcsapatok Európa-kupája
Az 1987–1988-as bajnokcsapatok Európa-kupája évadban az MTK -nak vezetett mérkőzést.
| Időpont              | Helyszín                 | Mérkőzés típusa           | Mérkőzés                | Eredmény |
| -------------------- | ------------------------ | ------------------------- | ----------------------- | -------- |
| 1987. szeptember 16. | Steaua Stadion, Bukarest | előselejtező (1. forduló) | FC Steaua București–MTK | 4 – 0    |